# 삼핵분열
삼핵분열 또는 삼체핵분열, 삼중핵분열 (Ternary fission)은 핵분열에서 세개의 원자핵으로 쪼개지는 것이다.
삼핵분열은 2개가 아닌 3개의 전하 생성물이 생성되는 비교적 드문(0.2~0.4%의 사건) 유형의 핵분열이다. 다른 핵분열 과정과 마찬가지로 삼핵분열에서는 다중 중성자 및 감마선과 같은 다른 전하를 띠지 않는 입자가 생성된다.
삼핵분열은 중성자 유도 핵분열 중에 또는 자발적 핵분열(방사성 붕괴의 유형)에서 발생할 수 있다. 열 중성자 포획 후 형성된 동일한 핵분열 시스템에 비해 자발적 핵분열에서는 약 25% 더 많은 삼핵분열이 발생하며, 이는 아마도 핵 반응에 존재하는 추가 에너지로 인해 중성자를 흡수한 후에도 이러한 과정이 열중성자에 의한 핵분열 시스템에서 물리적으로 약간 다르게 유지됨을 보여준다.
1천만 핵분열당 1건의 4차 핵분열도 알려져 있다.